# Вја Дон Сетимио Валорани (Асколи Пичено)
Вја Дон Сетимио Валорани (итал. Via Don Settimio Vallorani) насеље је у Италији у округу Асколи Пичено, региону Марке.
Према процени из 2011. у насељу је живело 39 становника. Насеље се налази на надморској висини од 937 м.